# Trapez (Segeln)

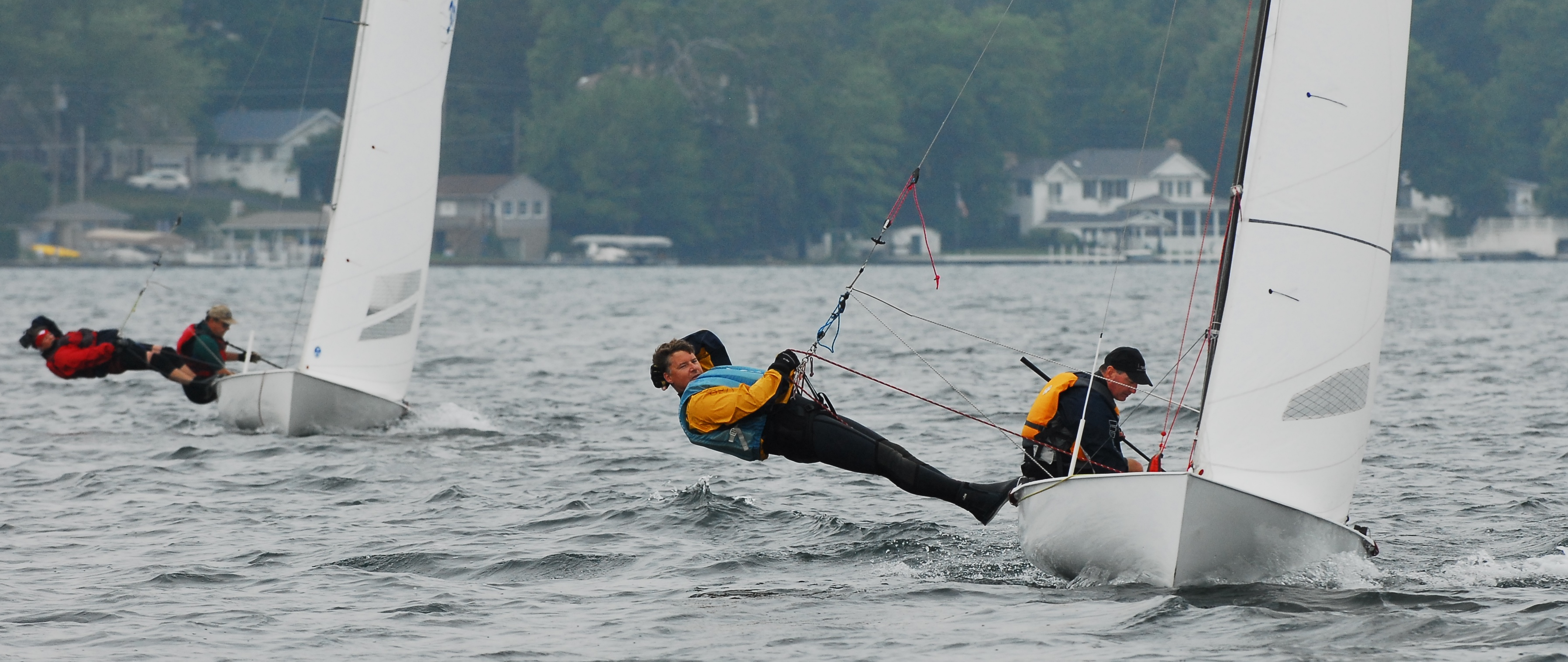
Trapezsegeln auf einer Flying-Dutchman-Regatta

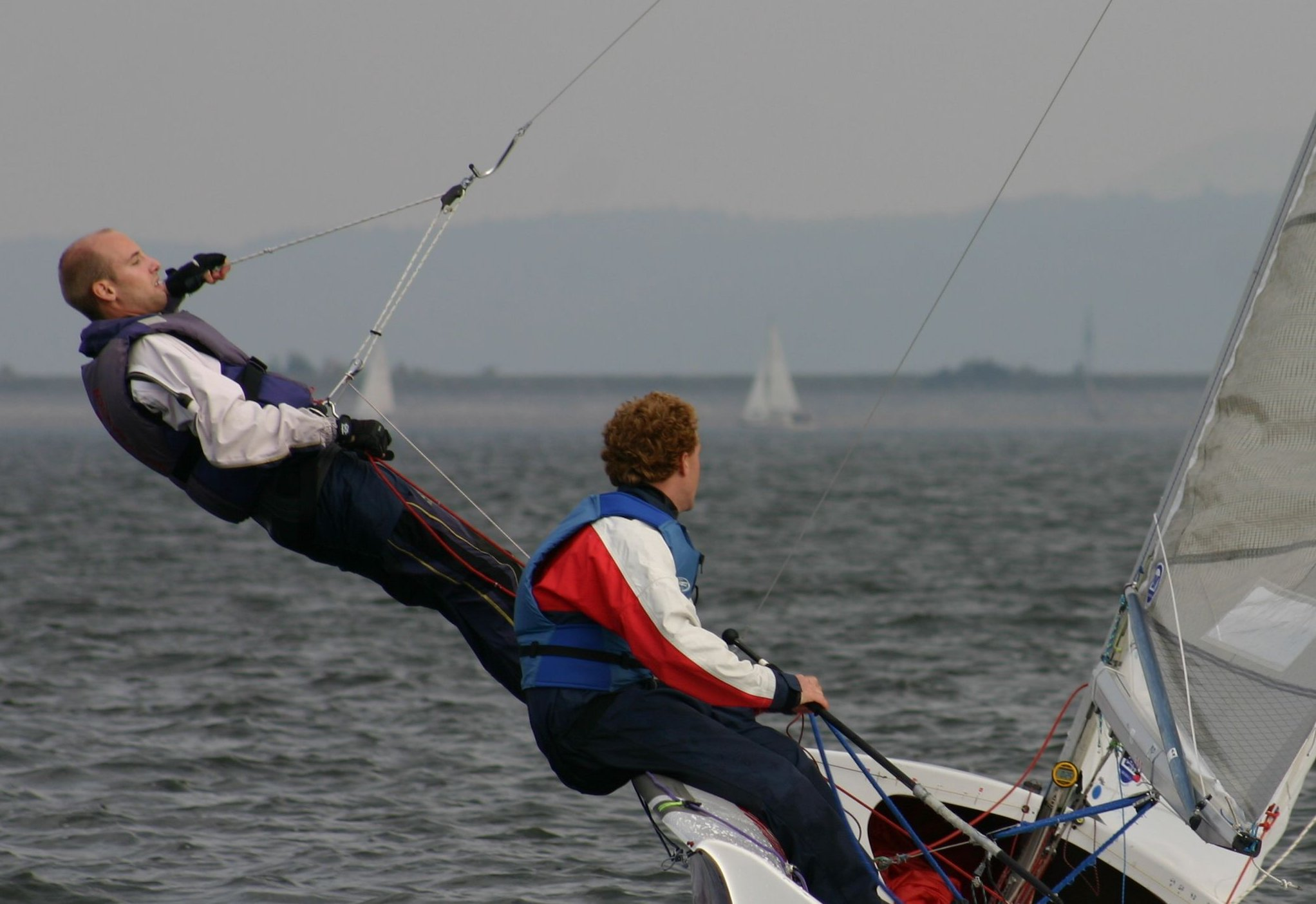
Trapez auf einem 505er auf dem Großen Brombachsee

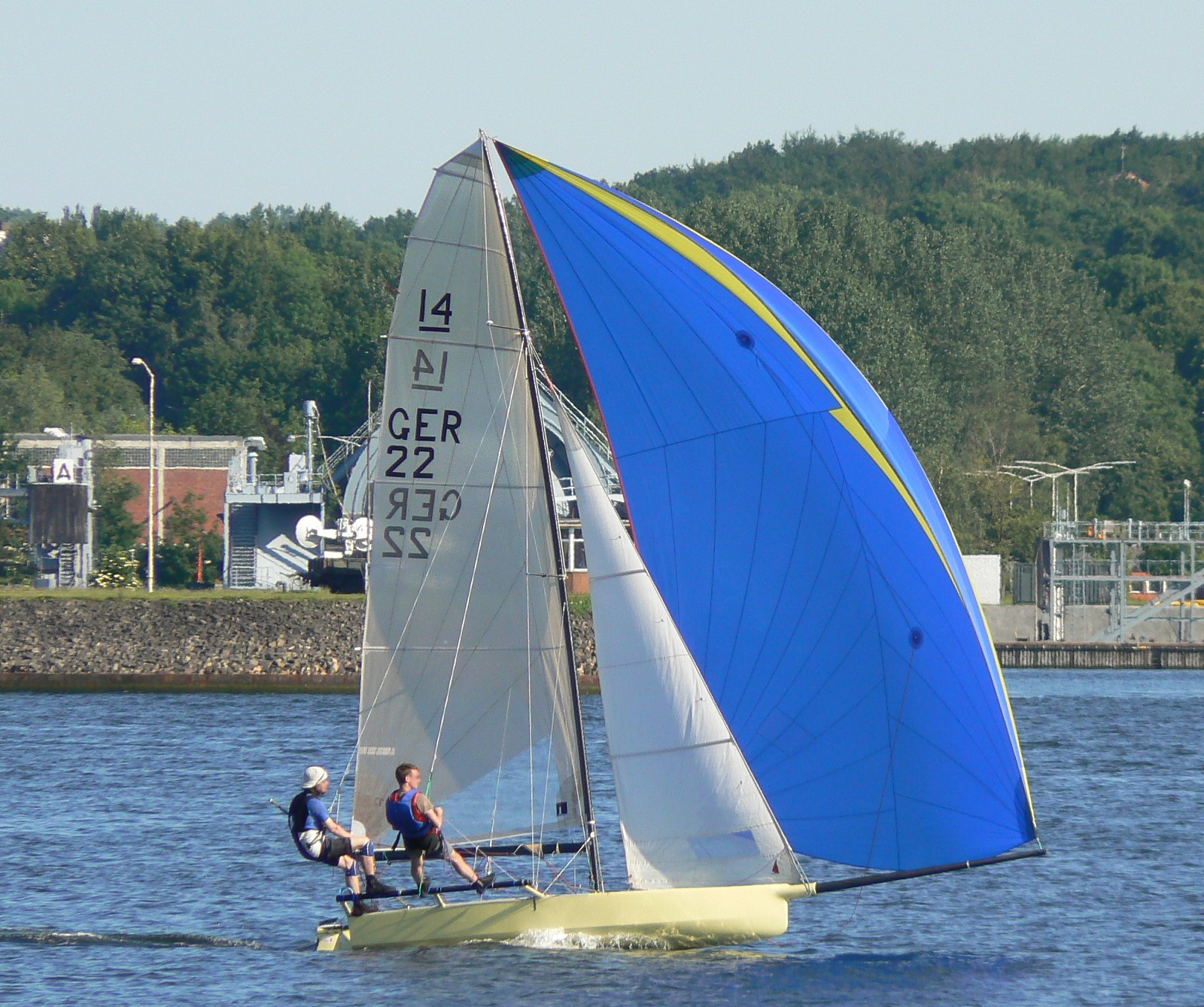
Internationales 14-Fuß-Dinghy, Kiel, 2007. Vorschoter und Steuermann im Doppeltrapez.

Als Trapez bezeichnet man auf Segelbooten einen am oberen Teil des Masts befestigten Draht, der dem Gewichtstrimm durch die Mannschaft dient (d. h. dazu, das Boot optimal auszubalancieren). Ein Segler trägt dafür eine Trapezhose, in die er eine Öse am Trapezdraht einklinkt; der Draht hält ihn daraufhin nach oben, so dass der Segler sein Gewicht über den Bootsrand hinaus verlagern kann. Üblich ist, dass der Segler nur noch mit den Füßen auf dem Bootsrand steht und sich sein ganzer Körper über dem Wasser befindet.
Trapeze werden insbesondere bei Gleit-Jollen wie etwa beim 470er und bei Katamaranen eingesetzt. Ist nur eine Trapezvorrichtung vorhanden, wird diese in der Regel vom Vorschoter benutzt. Sind zwei Vorrichtungen – für Vorschoter und Steuermann – vorhanden, spricht man von einem Doppeltrapez.
Wenn das Boot plötzlich Segeldruck verliert und zur Luvseite krängt, kann es dazu kommen, dass der im Trapez hängende Segler ins Wasser getaucht wird, wenn er nicht schnell genug reagiert. Im Englischen bezeichnet man diesen Vorfall als „Tea Bagging“ oder „Going Lipton“.

## Schnellauslösesysteme (Sicherheit)
Seit einiger Zeit gibt es zahlreiche Diskussionen und technische Verbesserungen zur Benutzung der Trapezvorrichtung. Es kann vorkommen, dass man sich bei einer Kenterung nur schlecht aus der Trapezvorrichtung, vor allem dem Haken zur Trapezhose, lösen kann. Inzwischen gibt es Schnellauslöse-Systeme, die im Notfall mit einem Zug an einem Stift oder einer Leine die Verbindung zwischen Trapezweste und Trapezsystem am Schiff lösen. In einigen Klassen sind diese neuen Auslösesysteme bereits in der Klassenvorschrift verankert worden.
Mit den Wettfahrtregeln 2005–2008 wurde die Regel 40.2 eingeführt. Diese Regel sah die generelle Pflicht zum Tragen von Schnellauslösesystemen vor. Mit den Wettfahrtregeln 2009–2012 wurde mangels vernünftiger technischer Lösungen die Pflicht eines Schnellauslösesystems wieder entfernt.